# Бана (певец)
Адриано Гонсалвес (порт. Adriano Gonçalves; 5 марта 1932 — 13 июля 2013), наиболее известный под псевдонимом Бана (порт. Bana) — кабо-вердианский певец, исполнитель стиля морна, в котором присутствовали элементы кантри. Получил звание «Король Морна».

## Биография
Имел рост в более семи футов в высоту. Начал свою карьеру ещё во времена португальского колониального господства над Кабо-Верде. Работал разнорабочим и телохранителем известного кабо-вердианского композитора и исполнителя — Би Лезы (порт. B. Leza). C 1967 по 1998 годы Бана выпустил шесть студийных альбомов и один сингл.
В последние годы жизни страдал от плохого состояния здоровья. Скончался в 2013 году, в больнице города Лореш, в Португалии от перенесённого сердечного приступа, в возрасте 81 года. Согласно последней воле, тело певца было кремировано.

## Дискография

### Альбомы
- 1967 L. Morais
- 1968 A Paris
- 1969 Recordano
- 1970 Rotcha-Nu
- 1971 So Coladeras!
- 1972 Coladeras The Best of Bana

### Сингл
- 1998 Cabinda a Cunene